# Damin Ramírez
Damin Orlando Ramírez Bonilla (Yoro, Honduras, 15 de enero de 1993) es un futbolista hondureño. Juega de centrocampista y su equipo actual es el C. D. Marathón de la Liga Nacional de Honduras.

## Clubes
| Club             | País     | Año       |
| ---------------- | -------- | --------- |
| Villanueva F. C. | Honduras | 2015-2020 |
| C. D. Victoria   | Honduras | 2021-2022 |
| C. D. Marathón   | Honduras | 2022-     |

## Palmarés

### Campeonatos nacionales
| Título                    | Club           | País     | Año  |
| ------------------------- | -------------- | -------- | ---- |
| Torneo Clausura (Ascenso) | C. D. Victoria | Honduras | 2021 |